# Graphe Global Géant
Pour les articles homonymes, voir GGG.
Le terme Graphe Global Géant (GGG) est un nom inventé par Tim Berners-Lee, inventeur du World Wide Web en 2007, afin de distinguer les contenus existants sur le Web actuellement et ceux de la prochaine génération dite du Web 3.0. Il est communément admis que le World Wide Web fait référence en premier lieu à des informations lisibles par les êtres humains, informations reliées entre elles par des liens Hypertexte générés par d'autres (ou les mêmes) êtres humains. La prochaine génération (Web 3.0) dépasse ce stade en accordant une importance beaucoup plus significative aux métadonnées qui décrivent les informations (ou les pages web) ce qui permet de créer des relations entre celles-ci, au niveau sémantique ou conceptuel. Ainsi, le Web 3.0 permet de créer de nouveaux types d'interfaces humains-machines.
Un concept important relié à la notion de Graphe Global Géant sans pour autant l'englober totalement est celui du Web sémantique.

## Analyse
Les réseaux sociaux représentent l'exemple le plus connu permettant d'expliquer cette distinction. Dans un réseau social, les liens entre les internautes ainsi que le type d'informations qu'ils partagent entre eux sont aussi importants que les informations elles-mêmes; les internautes utilisant les réseaux sociaux créent d'ailleurs sans forcément s'en rendre compte un type d'information fondamentalement ancré dans le Web 2.0, par exemple les like sur les commentaires et statuts des autres utilisateurs. Actuellement, ces nouvelles informations sont immédiatement conservées par les entreprises propriétaires des dispositifs de communication comme Facebook. Dans un futur idéal où le Web sémantique serait devenu la norme, ces informations seraient structurées et mises en forme afin d'être récupérées facilement par différents systèmes d'information pour les transmettre dans différents formats aux utilisateurs (afin de permettre notamment des recherches au sein de ces contenus, à l'aide de moteurs de recherche spécialisés voire généralistes).
Le concept du GGG relève aussi de la décentralisation de l'information sur internet où l'information et la recherche au sein de celle-ci (ainsi que tout simplement l'accès à l'information) et leurs relations peuvent être interprétées à partir de n'importe quel ordinateur, sans nécessiter l'accès à des logiciels propriétaires (appartenant à des entreprises donc), ce qui n'est pas le cas actuellement car ces informations sont détenues par les entreprises propriétaires des réseaux sociaux et conservées pour elles-mêmes seulement.
Par exemple, les internautes utilisant le protocole FOAF afin d'organiser l'information sur des sites internet ou autres, peuvent interagir avec les autres utilisateurs du réseau sans passer par des systèmes centralisés tels que Facebook.
Il est important de noter que le terme Web 3.0 désigne les technologies utilisées ainsi qu'une période d'internet, alors que le terme Graphe Global Géant est utilisé pour se référer à l'environnement global mis en place (et rendu possible) par ces mêmes technologies; l'environnement du web pouvant potentiellement changer complètement avec l'apparition et la généralisation desdites technologies.

## Historique
Le terme Graphe Global Géant (GGG) fut donc utilisé pour la première fois par Tim Berners-Lee, inventeur du World Wide Web, sur son blog.
Il évoque ainsi le tissu social qui relie les réseaux sociaux (tels que Facebook) entre eux. Il propose d'utiliser le terme "Graphe" pour distinguer ces données intrinsèques,
Le Graphe Global Géant a été plusieurs fois évoqué par Tim Berners-Lee et par d'autres membres du W3C ou théoriciens du Web en général.
Le terme est même supposé être à l'origine du nom d'un projet mis en place par l'entreprise Facebook : « Open Graph Protocol », symbole de la volonté du site d'étendre sa notion de réseau social en dehors de son propre domaine, permettant aux utilisateurs d'être reliés entre eux ou avec leurs centres d'intérêts de façon plus importante.